# Friedrich Back (Kunsthistoriker)
Friedrich Back (* 16. Juni 1860 in Wetzlar; † 17. März 1932 in Darmstadt) war ein deutscher Kunsthistoriker und Museumsdirektor.

## Leben
Friedrich Karl Back wurde im Juni 1860 als Sohn des Gymnasialdirektors Friedrich Back und dessen Ehefrau Henriette Schneider in Wetzlar geboren. Er wuchs in Sobernheim und Birkenfeld auf. Er studierte ab 1878 klassische Philologie und Archäologie in Halle, Straßburg und Berlin. 1881 wurde er bei Ernst Curtius in Berlin zum Dr. phil. promoviert. Nach der Promotion folgte zunächst eine Lehrerausbildung am Großherzoglichen Gymnasium mit Realabteilung zu Birkenfeld, Schneewiesenstraße 22. 1886 erhielt er eine Anstellung an der Königlichen Bibliothek in Berlin. 1890 wurde er Bibliothekar des Kunstgewerbemuseums in Berlin. Hier widmete er sich zunehmend kunstgeschichtlichen Fragen.
1896 kam Back, vermutlich auf Vermittlung von Alfred Messel, als Inspektor an das Großherzogliche Museum nach Darmstadt. Hier wurde er Leiter der Gemäldegalerie und des Kupferstichkabinetts. Nach dem Tod des Archäologen Rudolf Adamy (1850–1898) übernahm Back zudem die Leitung der historischen Sammlungen. Bereits im Juni 1898 wurde er Mitglied des engeren Ausschusses des Gewerbevereins für das Großherzogtum Darmstadt. Ebenso erhielt er 1898 eine Privatdozentur für Geschichte der dekorativen und vervielfältigenden Künste und des Kunstgewerbes an der TH Darmstadt. Zwei Jahre später wurde ihm zudem der Professorentitel verliehen.
Am 5. Mai 1900 wurde Back zum Direktor des Großherzoglichen Museums in Darmstadt ernannt. Hauptaufgabe in dieser Zeit war für ihn die Konzeption der Neuaufstellung der Sammlungen im von Alfred Messel entworfenen Neubau des Museums am Paradeplatz. Back verfolgte dabei das Ziel, Kunstwerke in einem historisch stimmigen Zusammenhang zu vermitteln. Er legte einen gewissen Schwerpunkt auf die hessische Geschichte und Kunst. Bei der Eröffnung des Neubaus am 27. November 1906 wurde ihm von Großherzog Ernst Ludwig das Ritterkreuz I. Klasse des Verdienstordens Philipps des Großmütigen verliehen.
Back war seit 1903 auch Mitglied des ersten Denkmalrats, der aufgrund des 1902 im Großherzogtum Hessen erlassenen neuen Denkmalschutzgesetzes, des ersten modernen Denkmalschutzgesetzes in Deutschland, zusammentrat. Er verfasste 1908 einen Museumsführer der neu eröffneten Sammlungen sowie 1914 das Verzeichnis der Gemälde. Back war maßgeblich an der im Schloss im Jahre 1914 ausgerichteten „Jahrhundertausstellung deutscher Kunst 1650–1800“ beteiligt.
Am 1. August 1926 trat Back in den Ruhestand. Er starb im März 1932 im Alter von 71 Jahren. Er wurde auf dem Alten Friedhof von Darmstadt begraben. Friedrich Back war mit Helene Andres (1867–1920) verheiratet. Die Ehe blieb kinderlos.

## Ehrungen
- 1900: Verleihung des Professorentitels
- 1906: Verleihung des Ritterkreuzes I. Klasse des Verdienstordens Philipps des Großmütigen
- 1910: Erlaubnis zur Annahme und zum Tragen des ihm vom Kaiser von Russland verliehenen St. Stanislausordens II. Klasse
- 1912: Ernennung zum Geheimen Hofrat

## Veröffentlichungen (Auswahl)
- 1883: De Graecorum caerimoniis in quibus homines deorum vice fungabantur, Dissertation, Berlin.
- 1910: Mittelrheinische Kunst, Frankfurt am Main.
- 1914: Verzeichnis der Gemälde des Großherzoglich Hessischen Landesmuseums Darmstadt, Darmstadt.
- 1916: Gedächtnis-Ausstellung Karl Thylmann. Darmstadt.
- 1917: Ernst Ludwig. Festschrift zum 25-jährigen Regierungsjubiläum seiner königlichen Hoheit des Grossherzogs Ernst Ludwig von Hessen und bei Rhein, Leipzig.
- 1922: Friedr. Back: 1833 - 1901. ein Lebensbild, Birkenfeld.
- 1923: Die Glasmalereien, Darmstadt.
- 1927: Körper und Rhythmus. Griechische Bildwerke, Leipzig.
- 1932: Ein Jahrtausend künstlerischer Kultur am Mittelrhein, Darmstadt.